# Бэкес, Дэвид
Дэ́вид Э́нтони Бэ́кес (англ. David Anthony Backes; 1 мая 1984, Миннеаполис, штат Миннесота, США) — американский хоккеист, правый крайний нападающий.

## Карьера

### Клубная

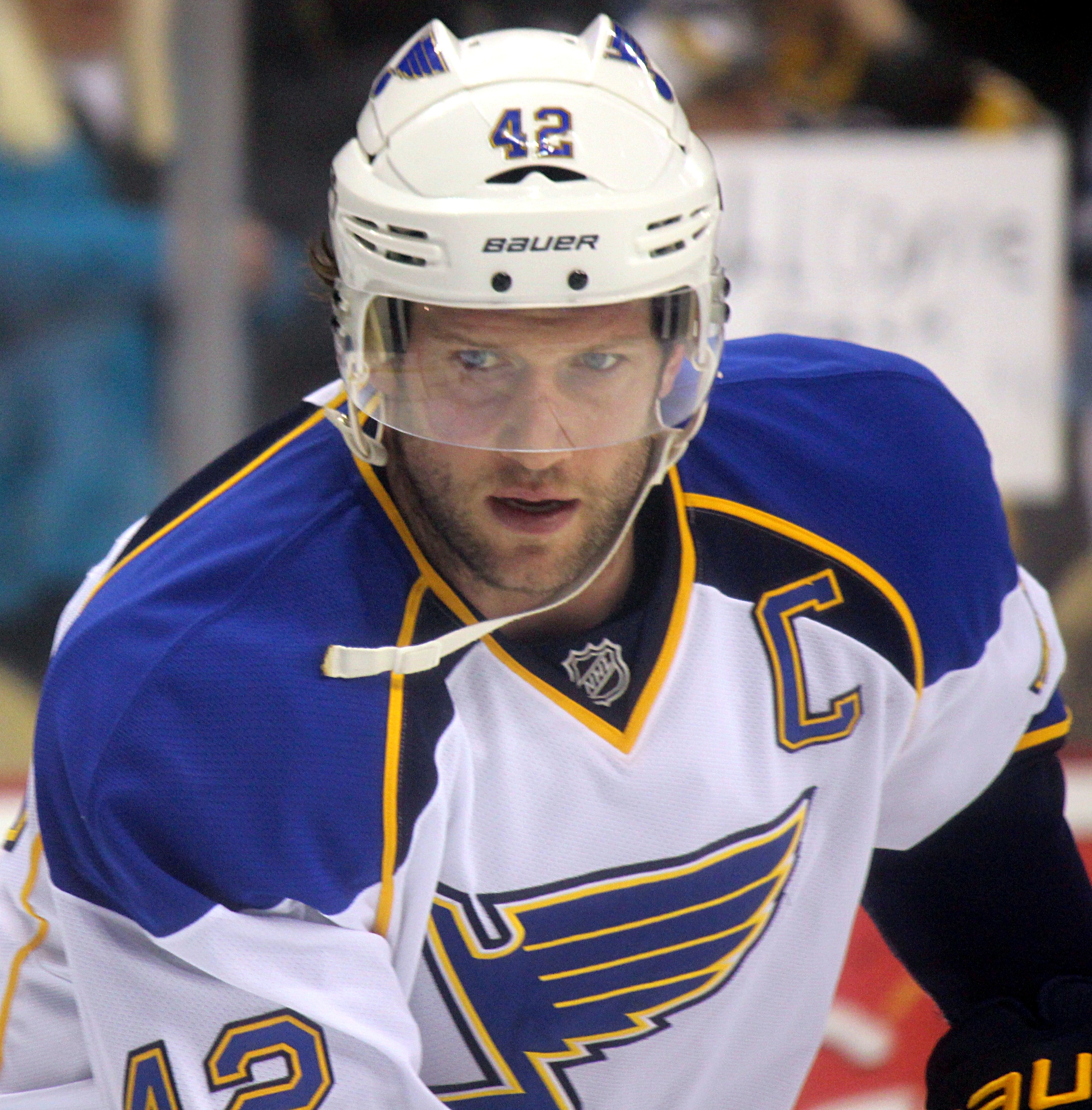
В составе «Блюз» в 2014 году

После двух сезонов в юниорской команде «Линкольн Старз» Бэкес был отобран командой «Сент-Луис Блюз» на драфте НХЛ 2003 года во 2-м раунде под общим 62-м номером. После он выступал за «Миннесота Стейт» в течение 3 лет в чемпионате колледжей. Затем перешёл в команду «Пеория Ривермен».
В середине сезона 2006/07 Бэкес был вызван в «Сент-Луис Блюз». Свой первый матч в НХЛ сыграл в игре против «Питтсбург Пингвинз» 19 декабря 2006 года. Спустя сорок четыре секунды в игре, Бэкес заработал своё первое очко в НХЛ, отдав голевой пас Дугу Уэйту. В итоге «Блюз» победили со счетом 4:1, а Бэкес провёл 10 минут игрового времени на льду. Через два дня на следующей игре против «Лос-Анджелес Кингз» Бэкес забил свой первый гол в НХЛ спустя 10 минут и 47 секунд после начала первого периода.
После пяти проведенных сезонов в «Сент-Луисе» был выбран в качестве капитана команды.
После 10 сезонов в «Сент-Луисе» в качестве неограниченно свободного агента подписал контракт на 5 лет с «Бостон Брюинз» на сумму $ 30 млн. После ухода из «Блюз» попрощался с командой, написав длинное сообщение в Twitter, в котором поблагодарил партнёров и болельщиков за 10 лет своей карьеры.
Участник матча всех звёзд НХЛ (2011).
21 февраля 2020 года Дэвид был обменян в «Анахайм Дакс» на Ондржея Каше. 9 сентября 2021 года объявил о завершении карьеры игрока.

### В сборной
В 2007 году Бэкес был вызван в сборную на чемпионат мира. Он сыграл в 7 играх, забил гол и отдал 2 результативные передачи. Также выступал на мировых первенствах 2008 и 2009 года.
Бэкес выступал на Зимних Олимпийских играх 2010 в Ванкувере. Он забил гол и отдал две голевые передачи за шесть игр. Также выступал на Олимпиаде 2014 в Сочи.

## Вне хоккея
Бэкес является активным защитником прав животных. Его благотворительная программа David’s Dogs помогает приюту для бездомных животных «Пять акров». В 2013 году, вместе со своей супругой Келли, основал благотворительную организацию Athletes for Animals. Во время участия в Олимпийских играх в Сочи, приютил двух бездомных собак, которых после игр перевёз в США.
В 2012 году Бэкес получил лицензию частного пилота. Летал на многих самолётах.